# The Blazing World
The Description of a New World, Called The Blazing-World (La descripción de un nuevo mundo, llamado El Mundo Resplandeciente), más conocida como The Blazing World o El Mundo Resplandeciente, es una ficción en prosa de 1666 creada por la escritora inglesa Margaret Cavendish, Duquesa de Newcastle. La crítica feminista literaria Dale Spender declara que se trata de un precursor de la ciencia ficción. También puede ser considerada como una utopía.
No obstante, se sostienen afirmaciones erróneas o inexactas sobre esta obra. A menudo se la considera la primera novela de ciencia ficción, pero no es cierto (la primera es la Historia verdadera de Luciano de Samósata, del siglo II d. C.). También se afirma que es la primera obra firmada por una mujer en toda Europa, lo cual es absurdo: Safo de Lesbos, Santa Teresa de Jesús o María de Zayas son solo algunos ejemplos de autoras anteriores a Cavendish.

## Sinopsis
Tal como lo sugiere su título completo, The Blazing World es una descripción fantasiosa de un reino utópico y satírico situado en otro mundo (con varias estrellas en el cielo), al que se puede llegar a través del Polo Norte. Se trata de "la única obra conocida de ficción utópica escrita por una mujer en el siglo XVII, además de uno de los ejemplos más tempranos de lo que hoy se conoce como ciencia ficción; aunque también se trate de un romance, una historia de aventuras y también una autobiografía."
Una joven entra en el otro mundo, se convierte en la emperatriz de una sociedad compuesta por varias especies de animales parlantes, y organiza la invasión de su mundo de origen, incluyendo submarinos arrastrados por los hombres peces y el lanzamiento de piedras de fuego por los hombres pájaro para confundir a los enemigos de su tierra natal, el Reino de Esfi.
La obra fue reimpresa en 1668 junto con el tratado de Cavendish Observations upon Experimental Philosophy y por lo tanto servía como un complemento imaginativo a lo que era por otra parte un trabajo razonado de la ciencia del siglo XVII.
El libro de Cavendish inspiró un soneto notable de su marido, William Cavendish, que celebra el poder de su imaginación. El soneto fue incluido en el libro.

## Influencia
En las novelas gráficas de Alan Moore que recogen las aventuras de The League of Extraordinary Gentlemen, el Blazing World es descrito como el mismo reino idílico al cual el viajero extradimensional Christian, un miembro de la primera Liga, liderada por Próspero, habría llegado a finales de los años 1680. La liga fue disuelta cuando Christian volvió a ese reino, y allí es a donde Próspero, Calibán y Ariel también partieron muchos años después.
En la novela de China Miéville Un Lun Dun, un libro de biblioteca llamado A London Guide for the Blazing Worlders (Una Guía de Londres para los habitantes del Mundo Abrasador) es mencionado, sugiriendo que el viaje entre los dos mundos se realiza en los dos sentidos.
En 2014, Siri Hustvedt publicó la novela The Blazing World, en la cual describe los brillantes pero enrevesados intentos de Harriet Burden para ganarse el reconocimiento de la escena artística de Nueva York, dominada por los hombres. En el libro de Hustvedt, Burden se refiere varias veces a Margaret Cavendish como fuente de inspiración. En sus días finales, Burden encuentra consolación en el trabajo de Cavendish: "Regreso a mi abrasadora madre Margaret" (p. 384), escribe en su diario.